# Народовці на Буковині
Народовці на Буковині – суспільно-політична течія ліберального напрямку, яка зародилася в середовищі молодої української інтелігенції Буковини. Народовці представляли національний напрямок, який спрямовувався на служіння інтересам українського народу, звідки й дістав свою назву. Головною метою народовців був розвиток української мови і культури, підвищення культурно-освітнього рівня і національної свідомості українського населення.

## Розмежування народовців і москвофілів на Буковині
Кінець 60-х — 70-ті роки XIX ст. стали часом перших кроків у діяльності українських товариств «Руська Бесіда», «Союз». Упродовж цього періоду на Буковині сформувалося дві концепції українського руху. Одну з них представляли москвофіли, які уособлювали частину тих українців, які не вірили, що вони є окремий народ і головні надії покладали на Росію, як можливого гаранта їхніх культурних та політичних прав. У переважні більшості москвофільські тенденції були запозичені буковинцями з Галичини. Інший напрямок уособлювали народовці. На відміну від старорусинів, приречених безкінечно топтатися на місці і покладати надії на зовнішні чинники, народовці відображали об'єктивний напрямок розвитку українських ідей. Для народовської течії від початку засадничим було визнання окремішності українського народу від росіян і поляків. Ніколи не викликала сумнівів у народовців теза про етнічну єдність українців Галичини, Буковини, Закарпаття та Наддніпрянщини, самобутність їхньої мови, звичаїв.
Спочатку прихильниками народовства на Буковині були окремі інтелігенти, які підсвідомо розуміли хибність старорусинства і його безперспективність. Чимале значення мав вплив Галичини, де у народовській течії було міцне підґрунтя.
На зламі 70-80-х років ХІХ ст. народовство поповнилося перспективною і досить активною молоддю, що забезпечило суттєву зміну в розстановці політичних сил. Протягом 80-х рр. XIX ст. відбулось розмежування між народовцями і москвофілами в українських товариствах. На Буковині це означало також і певний розрив між соціальними групами, на які опиралися названі течії. Народовців підтримували переважно учителі і службовці. Москвофіли опиралися на православне духовенство. Обидві течії докладали супротивних соціальних груп і укріпитися серед своїх прихильників. Не випадково народовців з 90-х років посилюють серед агітацію серед духовенства, а москвофіли, перш за все роботою серед молоді, намагалися залучити у свої ряди майбутніх педагогів. Але, незважаючи на такі зусилля з обох боків, відмінності в соціальній базі народовців і москвофілів простежувалися до початку XX ст. досить помітно.
Визначними діячами буковинського народовства були О.Попович, Єротей та Юрій Пігуляк, І.Тимінський, С.Смаль-Стоцький. Ідейно їх підтримали представники старшої генерації Ю.Федькович, С.Воробкевич, І. Окуневський.
Вже 1885 р. приніс великі переміни. У цьому році почала видаватися перша українська політична газета краю під назвою «Буковина». На редакторство запросили Ю. Федьковича. Фактично газету редагували І. Тимінський, О. Попович, Є. Пігуляк, С. Смаль-Стоцький.

Омелян Попович
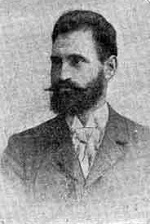
Єротей Пігуляк
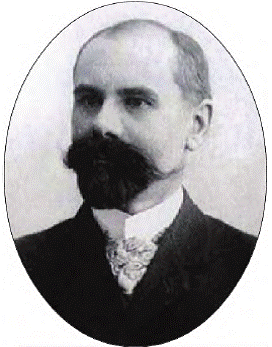
Степан Смаль-Стоцький
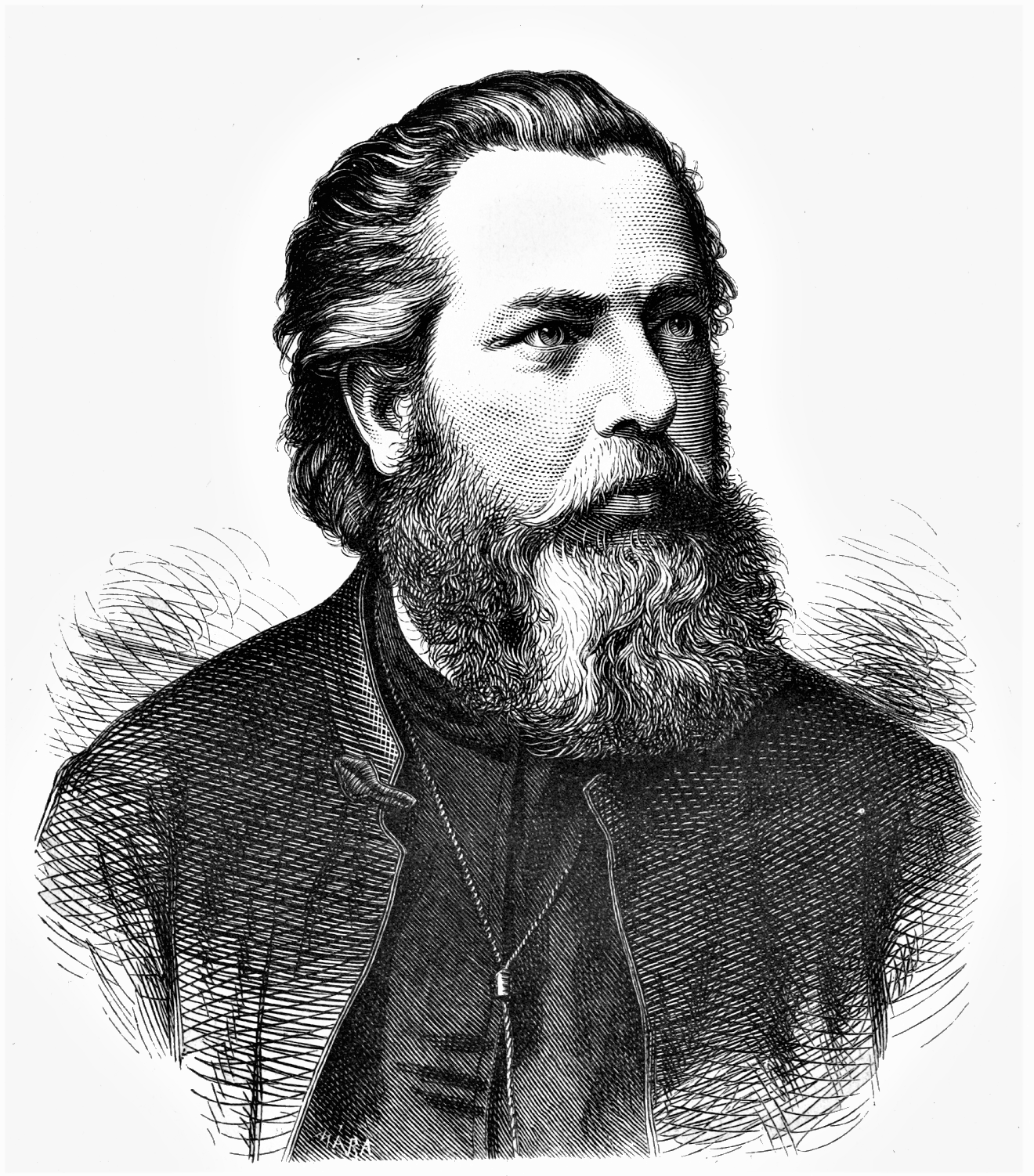
Сидір Воробкевич
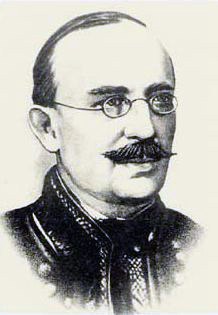
Юрій Федькович

## Громадська діяльність
Під егідою «Руської бесіди» та «Народного дому» у 80-х роках XIX ст.. виникло ще декілька товариств народовської орієнтації. Прагнучи об'єднати учителів, залучити їх до громадських справ на своєму боці, народовське керівництво виступило з ідеєю заснування окремого українського педагогічного товариства. Це було особливо важливо тому, що для народовців учителі були ледве не єдиними надійними представниками на селі.
Наступним кроком народовців у посиленні зв'язків із народними масами стало заснування по селах позичкових кас та інших економічних товариств. Такі селянські організації на той час уже мали неабияке поширення у Західній Європі. Всі ці старання лідерів народовства кількість членів «Руської Ради» поступово зростала. Якщо 1892 р. товариство налічувало 129 осіб, то 1896 р. – вже 316. Чимало було й співчуваючих. Крім учителів, службовців, міщан, до товариства вступали селяни, найбільше – у селах івці, Раранче, Раранче Слободзія, Садгора, Рогізна.

## Освітня діяльність
Взявши під свій контроль центральні товариства, народовці посилюють курс на поглиблення стосунків із селянством, залучення широких верств до культурно-освітньої та суспільно-політичної діяльності. «Руська Бесіда» намагалася активізувати і всіляко поліпшити діяльність вже існуючих сільських читалень, надати організованості рухові по заснуванню нових читалень.
У результаті значної організаторської роботи «Руської Бесіди» та інших народовських товариств число читалень починає швидко зростати. У 1885 р. відкрито 4 читальні, 1886 р. 8, 1887 р. — 8, 1888 р.- 8. Уже на початку 90-х років ХІХ ст.. налічувалося 42 читальні, у 1894 р. – 46, у 1902 р. – 64
У галузі освіти безперечним успіхом народовців став перехід до навчання фонетичним правописом у початкових, а потім і середніх школах. Правописне питання не було в той час новим, не було воно й суто філологічним. У ньому в усій складності віддзеркалювалася боротьба різних суспільних сил Буковини й Галичини. Від 1893 р. новий фонетичний правопис запроваджувався в усіх початкових школах, а від 1895 р. й в школах середніх. Це був чималий успіх народовців, який засвідчував, що ініціатива у громадських справах твердо перейшла в їхні руки. Підкреслюючи значення введення фонетики, «Буковина» писала: «І якби то правописне лихоліття було ще яку десятку років потревало, ніким не обуздане, лишене самого по собі, то можна було б з великою правдоподібністю очікувати і сподіватися, що кожний наш письменний чоловік з часом був би мав свою власну правописть»

## Політична діяльність
У політичній сфері очевидним успіхом українства стало обрання до Буковинського сейму трьох своїх депутатів, яких виставила «Руська Рада» 1890 р. Депутатами Буковинського сейму стали Є. Пігуляк, І. Тимінський, В. Волян. Останній за переконаннями народовцем не був ніколи. Йому на той час йшов 63 рік, і він більшість свого життя політикою не займався. Поява українського депутата від Буковини в австрійському парламенті давала можливість об'єднувати зусилля з галичанами на загальнодержавному рівні. Щоправда В.Волян для такої місії був найменш придатним, бо віддав перевагу парламентському клубу автономістів Гогенварта, до якого ввійшли і румуни. У таких діях В.Воляна намітилися його перші розбіжності з народовцями, які незабаром перетворилися у відкрите протистояння.
Та все ж обрання представників «Руської Ради» до Буковинського сейму та австрійського парламенту виходило далеко за межі рядового успіху. Воно започаткувало перехід українства від боротьби за окремі культурні та освітні здобутки до політичного утвердження в громадському житті. Тепер добре підготовлені українські депутати не залишали поза своєю увагою політичні рішення, які були не на користь українству, в мірі можливостей привертали до них увагу громадськості, чинили конституційними методами тиск на владні структури.
Під кінець XIX ст. відбулися певні зміни у ставленні інших народностей до окремих течій в українському суспільному русі Буковини. Крайова влада на цей час остаточно розібралася хто є хто, і твердо стала на сторону народовців. Як і раніше народовці блокувалися з німецькими лібералами і євреями. Однак з поляками їхні відносини залишалися напруженими. Пояснювалося це передусім впливом подій в Галичині.